# Basil Munteanu
Basil Munteanu (n. Vasile Munteanu; n. 9 noiembrie 1897, Brăila – d. 1 iulie 1972, Paris) a fost un istoric literar român, critic literar și filolog, membru corespondent al Academiei Române.
A fost de asemenea profesor de literatură comparată la Facultatea de Litere din București.
A fost timp de câteva decenii secretar de redacție al Revistei de literatură comparată.
A fost un autor bilingv care a scris cu egală ușurință în limba română și în limba franceză.
După ce s-a refugiat în Franța în 1946 (cu ocazia plecării în Franța ca membru al delegației României la Conferința de Pace din Paris) s-a semnat cu numele Basil Munteano.

## Panorama literaturii române contemporane
Este autorul unei Panorame a literaturii române contemporane care a fost scrisă, inițial, în limba franceză (titlul in original era Panorama de la littérature roumaine contemporaine) și care a fost publicată în 1938. Această lucrare a fost ulterior tradusă în mai multe limbi europene. Acest volum constituie, de fapt, cea mai cunoscută istorie literară a literaturii române în străinătate, din care majoritatea cercetătorilor străini își extrag cunoștințele despre literatura română.

## Versiuni alePanoramei...în alte limbi
Spre exemplu, versiunea traducerii în limba italiană poartă titlul Storia della letteratura romena moderna, și a fost tradusă din limba franceză de Agnese Silvestri Giorgi. Volumul a apărut în colecția Biblioteca di cultura moderna în anul 1947.
Versiunea în limba engleză poartă titlul Modern Rumanian literature și a apărut inițial la editura Curentul din București în 1939 (și nu a mai fost reeditată).
Versiunea în limba germană poartă titlul Geschichte der neueren rumänischen Literatur, și a apărut la Viena în 1943 (a fost reluată în trei ediții succesive).
Titlul complet al versiunii în limba română este Basil Munteanu, Panorama literaturii române contemporane, tradusă din limba franceză de Vlad Alexandrescu, volum editat de Eugen Lozovan si Ruxandra D. Shelden, Cleveland și București, R.D. Shelden Enterprises, Inc. & Editura Crater, 1996.

## Alte studii despre literatura franceză
- Istoria literaturii franceze,
- Solitude et contradictions de Jean Jacques Rousseau),
- Les idées politiques de Madame de Staël et la constitution de l'an III), Paris, Editura Les Belles Lettres, in 1931),

## Alte titluri în limba română
- Fantezii panteiste, Editura R. D. Shelden; Cleveland, (1993)
- Permanențe românești: Discursuri și portrete, Editura R. D. Shelden; Cleveland, 1994